# Novo Horizonte (São Paulo)
Novo Horizonte é um município brasileiro do estado de São Paulo. A cidade possuía 38 324 habitantes em 2022, conforme informação do IBGE. O município é formado pela sede e pelo distrito de Vale Formoso.

## História
Os primeiros habitantes da terra, que deram origem ao município de Novo Horizonte, procederam de Descalvado e Pirassununga à procura de terras férteis pelo sertão adentro. O cidadão Joaquim Ricardo da Silva, tendo feito uma promessa a São José, resolveu erigir uma Igreja em homenagem ao santo de sua devoção, iniciando a construção em 1895. Para o sucesso da empreitada, os senhores Antônio Cardoso de Moraes, Joaquim Vaz Floriano, Joaquim Portes da Silva e Maria Pinto Cardoso, doaram 20 alqueires de terra que desta forma faziam nascer o Patrimônio de São José da Trindade que, em 1896, passou a chamar São José da Estiva, nome recebido por influência da Fazenda Estiva.
Em 1897, aqui chegou o senhor José dos Santos Fonseca, que comprara terras na região do Rio Morto e achando a florescente povoação semelhante à cidade de Belo Horizonte, participou sua opinião com a Comissão Fundadora, composta por José Carvalho Leme, Pedro Alves do Vale, Irineu da Silva, Joaquim Pinto Cardoso e José Antônio de Lima, e batizou-a com o nome de Novo Horizonte. Nessa época a cidade pertencia ao município de Boa Vista da Pedra, atual cidade de Itápolis.
Construída a Igreja local, a primeira imagem de São José foi doada pelo senhor José Carvalho Leme e transportada de Araraquara para cá, pelo senhor Jerônimo Ramalho, que aqui chegou em 26 de março 1896. A povoação deveria ser construída nas proximidades do Rio Três Pontes, mas a Comissão não achou o local propício, dando, por isso, preferência a uma região mais alta, onde se localizava a Fazenda Estiva. A terra muito fértil, a água límpida, o solo cortado por córregos, favoreceram a implantação da nova cidade.
O distrito de Novo Horizonte foi criado pela Lei Estadual nº 993, de 2 de agosto de 1906, no município de Itápolis, sendo sua sede elevada à categoria de vila, pela Lei número 1038, de 19 de dezembro de 1906. A Lei Estadual de nº 1530 de 28 de dezembro de 1916, criou o município de Novo Horizonte, desmembrado de Itápolis. O município foi instalado em 28 de outubro de 1917.
A comarca de Novo Horizonte foi criada em 1922, antes de ser criado o Cartório de Paz, havia um procurador encarregado de fazer os registros, casamentos e óbitos em Itápolis.
A primeira pessoa registrada em Novo horizonte foi a menina Aparecida de Oliveira, filha de Roldão Oliveira, nascida em 20 de novembro de 1907; o primeiro casamento foi do casal Manuel Barbosa e Maria Oliveira, que aconteceu no dia 24 de dezembro de 1907, já a primeira morte foi registrada no dia 15 de dezembro de 1907 quando faleceu a senhora Almerinda de Jesus. O primeiro juiz de paz que a cidade teve foi Francisco Pires de Morais Teixeira.

## Geografia
Localiza-se na Região Imediata de São José do Rio Preto, a uma latitude 21º28'05" sul e a uma longitude 49º13'15" oeste, estando a uma altitude de 447 metros. Sua área é de 931,7 km².
Novo Horizonte localiza-se no norte do estado, a 410 km da cidade de São Paulo

### Hidrografia
- Rio Tietê.
- Rio Ribeirão Três Pontes.

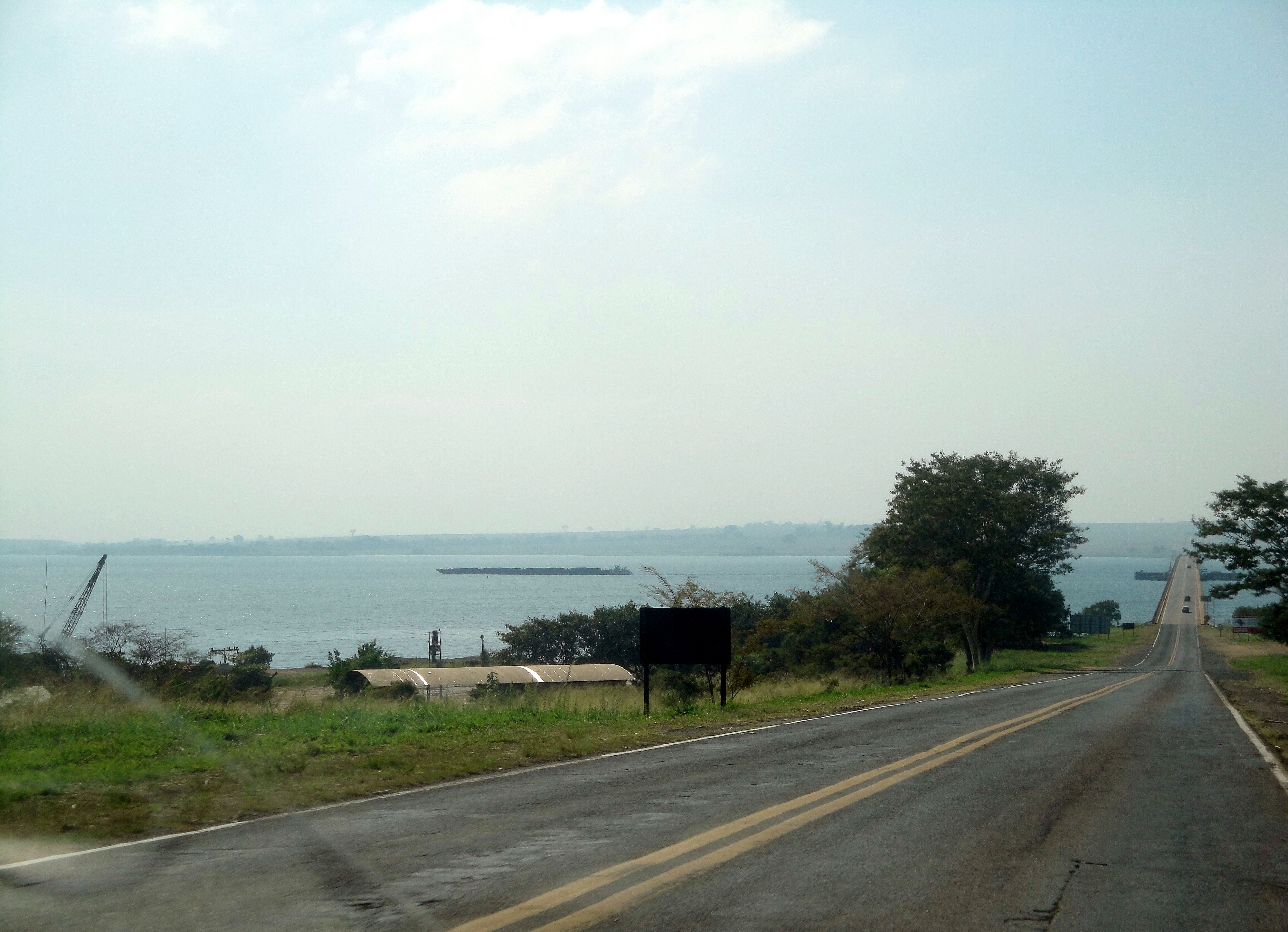
Trecho do Rio Tietê em Novo Horizonte.

- Rio Ribeirão do Cervo Grande ou Cervão.
- Córrego da Estiva.
- Córrego São José.
- Córrego Rio Morto.
- Córrego da Alegria.
- Córrego São Roque.
- Córrego da Aparecida.
- Córrego Grande.
- Córrego do Pau D'Alho.
- Córrego do Inferninho.
- Córrego Saltinho.
- Córrego da Mata.
- Córrego da Anita.
- Córrego do Barro Preto.
- Córrego do Barreiro.
- Córrego do Anastácio.
- Córrego do Mojolinho.
- Córrego do Coqueiro.
- Córrego Fundo.
- Córrego do Valão.
- Córrego da Mulata.
- Córrego do Turvinho.
- Córrego Ribeirão da Ponte Alta.

Fonte: Meio Ambiente - Recursos Hídricos - Bacia Tietê-Batalha - SP.

### Rodovias
- SP-321
- SP-304

### Vias de Acesso
- Estrada Municipal que liga Novo Horizonte ao Município de Borborema (SP), passando pelo Bairro Porto Ferrão.
- Av. Duque de Caxias Estrada que liga Novo Horizonte ao Município de Urupês (SP).
- Estrada Municipal que interliga a SP-304 até a Estrada Municipal que liga Urupês (SP).
- Estrada Municipal que liga Novo Horizonte ao Município de Irapuã (SP).
- Estrada Municipal que liga Novo Horizonte ao Vale Formoso (SP).
- Estrada do Taquaral

Fonte: Rodovias e Estradas Paulistas.

## Demografia
Dados da estimativa populacional IBGE - 2020
- População total: 41 414
- Densidade demográfica (hab./km²): 44,45

Dados do censo populacional IBGE - 2010
- População total: 36 593
- Densidade demográfica (hab./km²): 39,28
- Taxa de escolarização 6 a 14 anos: 97,7%[2]

## Economia
Há várias pequenas empresas que geram emprego na cidade. O comércio varejista de Novo Horizonte atrai vários consumidores da cidade e da região devido sua grande diversidade. A principal atividade econômica ,há anos, gira em torno da cana de açúcar, com 2 grandes Usinas ( Santa Isabel S.A. e S. José da Estiva S.A.) sucroalcooleiras.

## Infraestrutura

### Comunicações
O sistema de telefones automáticos foi inaugurado na cidade em 1978 pela Telecomunicações de São Paulo (TELESP), que também implantou o sistema de discagem direta à distância (DDD) em 1978 com o código de área (0175). Anteriormente a cidade era atendida pela Cia. Telefônica Rio Preto, empresa administrada pela Companhia Telefônica Brasileira (CTB).
Na década de 90 o código DDD da cidade foi alterado para (017), para padronização do sistema telefônico com a telefonia celular que estava sendo implantada em todo o estado.
A cidade também conta com várias empresas no ramo de internet, abriga quatro estações de rádio e é servida por tvs abertas das mais gabaritadas do país.

## Cultura e lazer

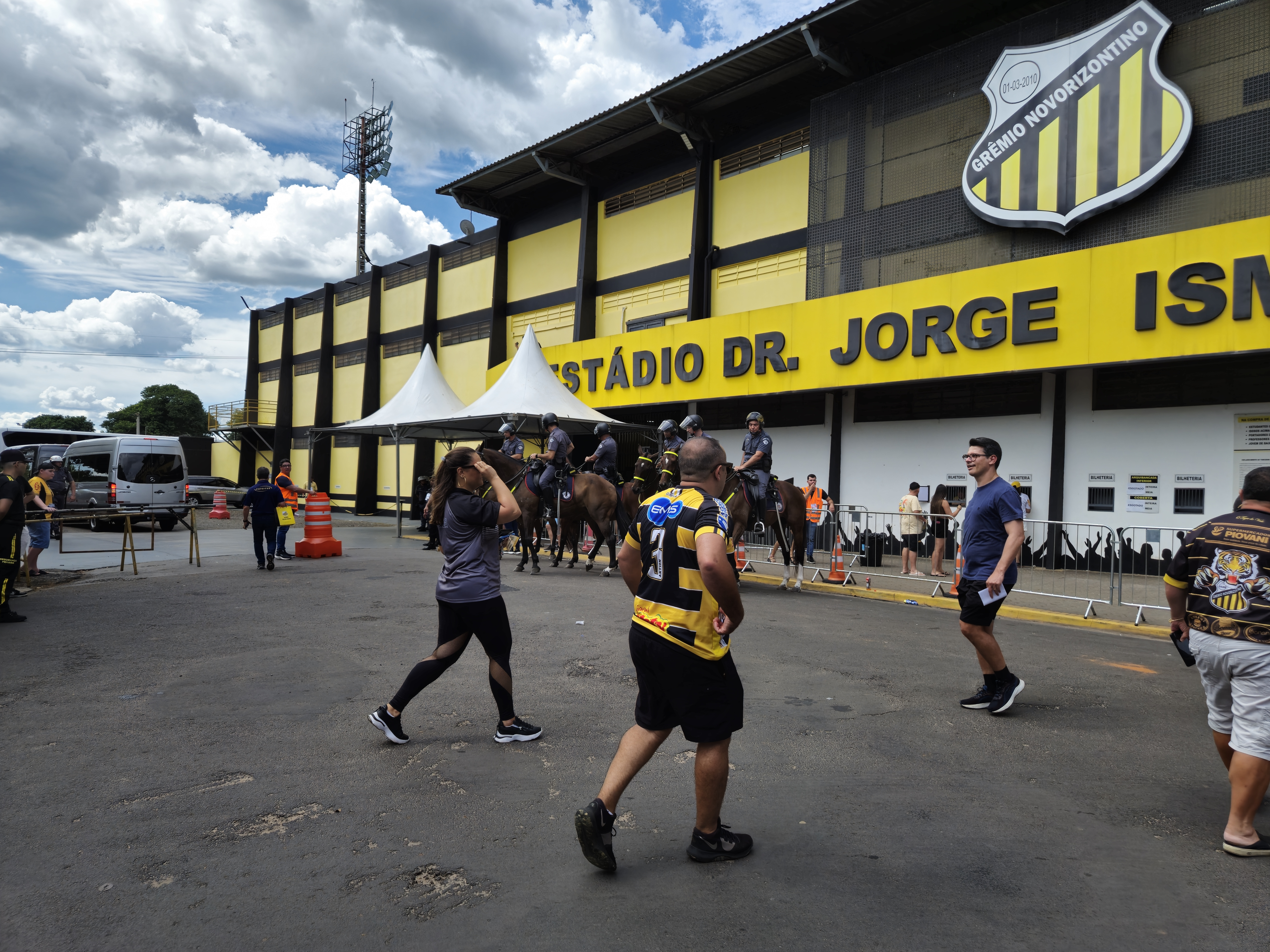
Estádio Doutor Jorge Ismael de Biasi.

### Esportes
A cidade de Novo Horizonte possui o time de futebol Novorizontino. Atualmente participa do Campeonato Paulista de Futebol e outras competições. É conhecido como tigre do vale, e no passado já foi Grêmio Esportivo Novorizontino, responsável por nomes consagrados no meio futebolístico, como Paulo Sérgio e Márcio Santos (ambos da Seleção tetracampeã), Maurício (goleiro do Corinthians), Helder, Alessandro Cambalhota (com passagens por vários clubes do brasil e do mundo), Luís Carlos Goiano (do Grêmio de Porto Alegre), Esquerdinha e muitos outros, além de técnicos consagrados como Nelsinho Batista.

## Pessoas ilustres
Novo Horizonte é a cidade natal de José Carlos Cunha (Carlos Cunha), automobilista, empresário e apresentador.

## Religião
O Cristianismo se faz presente na cidade da seguinte forma:

### Igreja Católica
- A igreja faz parte da Diocese de Catanduva.[16]

### Igrejas Evangélicas

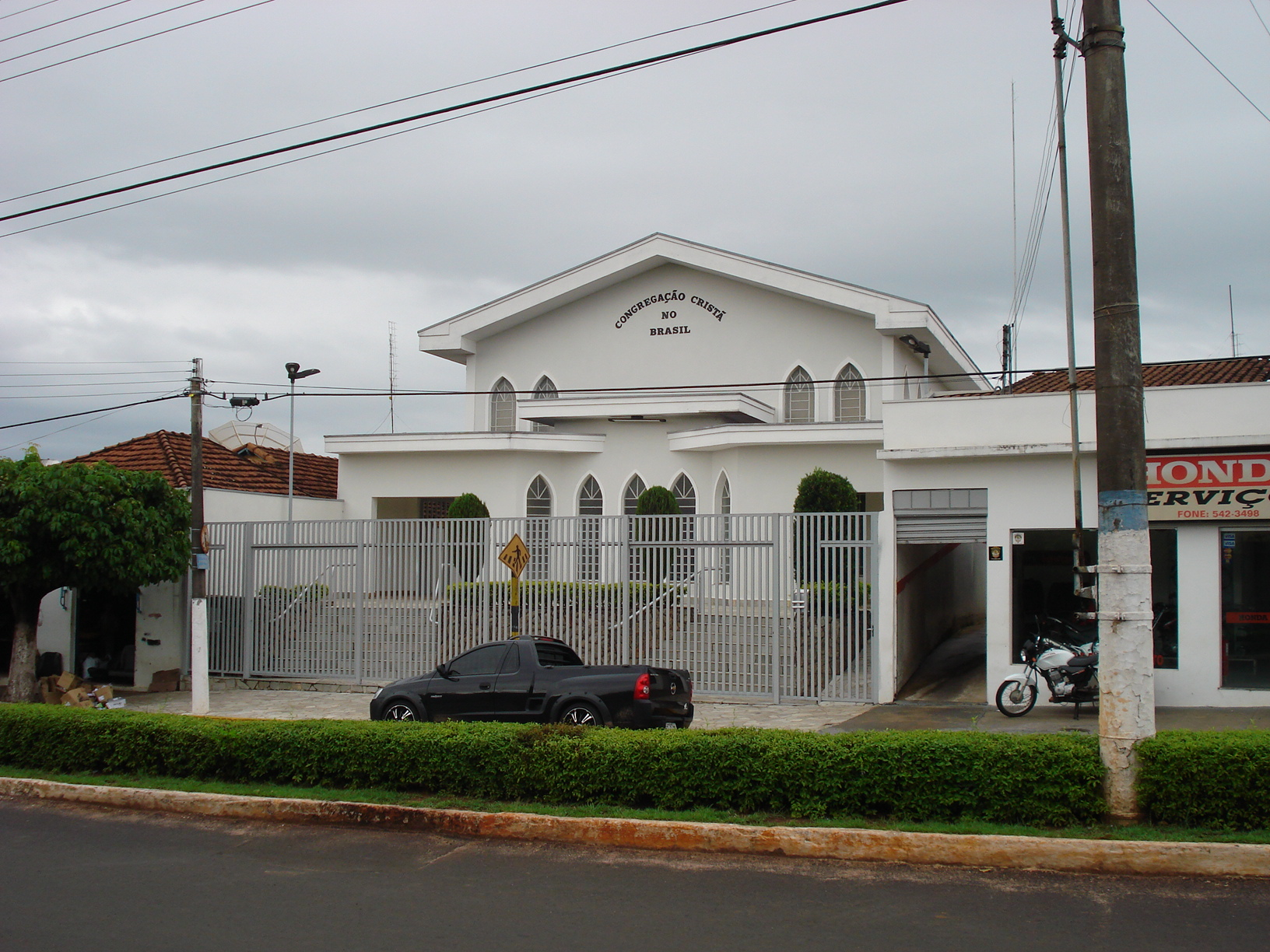
Congregação Cristã no Brasil de Novo Horizonte.

- Assembleia de Deus Ministério do Belém.[17][18]
- Congregação Cristã no Brasil.[19]
- Igreja Presbiteriana do Brasil.
- Primeira Igreja Batista.

Além da Igreja Batista Memorial, Igreja Batista Betel, dentre outras.

### Outras religiões
Novo Horizonte também conta com loja Maçônica, Centro Espírita Kardecista, Salão do Reino das Testemunhas de Jeová e Adventistas do Sétimo Dia.